# 巽他王國
巽他王國，又譯巡達王國，是一個位於西爪哇地區的印度教王國，其存在時間約為669年至1579年，轄今萬丹省、雅加達、西爪哇省以及中爪哇省的部分地區。根據布姜加·馬尼克手抄本記載，其轄境最東部達Pamali河（今中爪哇省Brebes河）和Serayu河。